# Tutong (Matangkuli)
Tutong is een bestuurslaag in het regentschap Aceh Utara van de provincie Atjeh, Indonesië. Tutong telt 375 inwoners (volkstelling 2010).